# Doc Samson
Doc Samson, il cui vero nome è Dr. Leonard "Leo" Samson, all'anagrafe Leonard Skivorski Jr., è un personaggio dei fumetti, creato da Roy Thomas (testi) e Herb Trimpe (disegni), pubblicato dalla Marvel Comics. La sua prima apparizione avviene in The Incredible Hulk (vol. 2) n. 141 del luglio 1971.
È un supereroe contraddistinto dalla forza sovrumana e dalla caratteristica capigliatura verde, ottenute esponendosi volontariamente a un dosaggio di raggi gamma. Amico-nemico ed occasionale alleato di Hulk ha tentato più volte di curarne la furia senza successo. È noto per aver frequentemente messo le sue capacità di psichiatra al servizio della comunità supereroistica.

## Biografia del personaggio

### Origini
Nato a Tulsa, Oklahoma, in una famiglia di origini ebraiche, Leonard Skivorski Jr. ha frequentato la yeshivah e, da adulto, per distanziarsi dal padre, Leonard Skivorski Sr., psichiatra poco professionale noto per le molteplici relazioni extraconiugali con le sue pazienti, cambia nome in "Leonard Samson" in onore del personaggio biblico che tanto ammira e del nomignolo con cui lo chiama sua madre. Nonostante il risentimento nutrito nei confronti del padre, Samson studia a sua volta psichiatria divenendo un docente al college cittadino nonché uno scienziato di fama tanto illustre da venire contattato dal Generale Ross al fine di trovare una cura per la mutazione di Bruce Banner. Attraverso una macchina capace di assorbire le radiazioni gamma Samson sembra dunque riuscire a curare il mite scienziato trasferendo poi le suddette radiazioni nel suo corpo trasformandosi in un superumano dai lunghi capelli verdi.
Successivamente lo psichiatra flirta con Betty Ross provocando la gelosia di Banner ed una sua conseguente nuova trasformazione in Hulk che porta i due ad un violento scontro; tuttavia poco tempo dopo Samson perde i poteri neo-acquisiti e, sentendosi in colpa per aver provocato indirettamente il ritorno di Hulk, giura di trovare un modo per liberarlo definitivamente dalla contaminazione dei raggi gamma, sebbene non sia mai stato chiaro se lo faccia per fini terapeutici o semplicemente per liberarsi di Hulk.

### Supereroe

Doc Samson (sullo sfondo), disegni di Bill Jaaska e Bob McLeod.

Riottenuti i suoi poteri in una nuova esplosione radioattiva, Samson si unisce allo staff della Base Gamma aiutando Glenn Talbot e lo S.H.I.E.L.D. nella caccia al Golia Verde.
Nonostante il palese senso di inferiorità e la conseguente invidia nutrita nei confronti di Hulk, i due hanno spesso collaborato e Samson è stato il primo ad individuarne la natura schizofrenica scrivendo un saggio sulla presenza nella mente di Bruce Banner di più personalità, a ciascuna delle quali corrisponde un'incarnazione diversa del suo mostruoso alter ego.
Dopo il crollo nervoso del Generale Ross, Samson lascia la Base Gamma e diviene lo psichiatra personale dell'uomo lanciandosi contemporaneamente in varie avventure al fianco di supereroi come l'Uomo Ragno o la Cosa, tanto che Visione arriva a proporgli un ruolo nelle file dei Vendicatori, che però Samson rifiuta in favore di una cattedra alla Northwestern University.
Diverso tempo dopo, nella speranza di riuscire finalmente nella sua impresa di curare Hulk, riesce a separarlo fisicamente da Banner ma poi, per impedire che il governo elimini la creatura, tenta di riunirli dando accidentalmente vita all'Hulk Grigio.
Successivamente torna a compiere missioni in solitaria e, durante la guerra civile dei superumani, si schiera a favore dell'Atto di Registrazione appoggiando la fazione di Iron Man e aderendo all'Iniziativa dei 50 Stati.

### World War Hulk
Nel momento in cui Hulk e i suoi Fratelli di guerra attaccano Manhattan, Doc collabora con tutti i supereroi, registrati e non, per sgomberare l'isola e metterne al sicuro gli abitanti; cercando poi di opporsi all'esercito del Golia Verde ma, come tutti coloro che tentano l'ardua impresa, viene sconfitto e catturato per poi venire liberato dopo la sconfitta del Gigante di Giada a opera di Tony Stark e Sentry.
Nel frattempo diviene lo psichiatra di Penance, aiutandolo a riprendersi dopo gli eventi di Stamford, che lo hanno reso indiretto colpevole sia della morte di migliaia di persone che dell'inizio della guerra civile dei supereroi. Al termine di tale incarico viene incaricato di compiere una valutazione psicologica di Tony Stark, incarico durante il quale finisce per aiutare quest'ultimo nella caccia al Mandarino.

### Dark Reign
A seguito dell'invasione segreta degli Skrull, Doc Samson istituisce un gruppo di supporto per gli eroi vittima del rapimento alieno riuscendo, parallelamente, a scoprire le vere attività criminali del direttore dell'H.A.M.M.E.R. Norman Osborn, tuttavia prima che possa smascherarlo, viene intralciato dai Thunderbolts di quest'ultimo e costretto alla fuga.

### Hulk Rosso
Terminato il regno di Osborn, Doc si reca in Russia insieme a Iron Man, il Generale Ross e She-Hulk, al fine di indagare sulla morte di Abominio, avvenuta per mano di un nuovo Hulk dalla pelle rossa dotato sia di forza illimitata che di un'acuta intelligenza. In seguito un Helicarrier precipita a causa dell'attacco della creatura e, nel momento in cui Maria Hill viene mandata sul luogo a investigare rinvenendo Rick Jones (testimone dell'accaduto), prima che questi possa svelare la vera identità dell'Hulk Rosso, Samson gli spara.
Il motivo di tale gesto viene tuttavia in seguito chiarito con un'alterazione dei poteri di Doc che lo ha portato a sviluppare una doppia personalità: "Leonard", gentile e razionale, e "Samson", cinico, crudele e molto più forte. Le due personalità si differenziano per la lunghezza dei capelli: corti la prima, lunghi la seconda. Con il tempo la personalità malvagia dell'uomo prende il sopravvento "uccidendo" le altre due e tentando poi di assorbire un nuovo quantitativo di raggi gamma finendo, però, per morire carbonizzato a causa della dose eccessiva.

## Poteri e abilità
Doc Samson possiede attributi fisici sovrumani simili a quelli di Hulk, Abominio e She-Hulk ma in scala ridotta, pur possedendo una massa muscolare estremamente più densa del normale ed una forza tale da essere riuscito in un'occasione a sconfiggere Hulk con un solo colpo. In più quando si arrabbia non aumenta la forza bensì la lunghezza dei capelli sebbene, con il passare del tempo, la sua mutazione si sia stabilizzata rendendo ininfluenti anche i capelli per il suo quantitativo di forza fisica all'incirca pari a quella dell'Hulk Grigio quando è calmo. L'immensa forza muscolare nelle sue gambe conferisce a Doc Samson la capacità di compiere balzi di smisurata lunghezza o elevazione perfettamente paragonabili a quelli del Gigante di Giada; inoltre dispone di una resistenza tale da potersi confrontare con quest'ultimo anche per sei ore consecutive. Pur non avendo mai dato prova di capacità di guarigione particolarmente sovrumane, Doc è immune a qualunque malattia e resistente al controllo mentale.
Nell'identità malvagia di "Samson", ha dimostrato di possedere capacità fisiche molto maggiori perfino a quelle di She-Hulk.
Doc Samson è dotato di una grande intelligenza ed è considerato uno dei più grandi psichiatri dell'universo Marvel tanto da sapersi servire di tali conoscenze per tenere sotto controllo la furia provocatagli dai raggi gamma o perfino per manipolare i suoi avversari. Ha più volte dato prova di possedere grandi competenze di combattimento corpo a corpo, riuscendo a tener testa contemporaneamente a Iron Man, Wonder Man, Namor, Ercole e l'Hulk privato fisicamente di Banner.

## Altre versioni

### Terra X
Nella miniserie Terra X, Doc Samson è una delle tante vittime di Benny Beckley, il nuovo Teschio Rosso.

### Mutant X
Nella realtà alternativa di Mutant X, Doc Samson (dotato di pelle verde ed un aspetto simile a Hulk) è il leader dei Difensori, supergruppo formatosi dopo la disfatta dei Vendicatori.

### Marvel Zombi
Nella serie Marvel Zombi, Doc Samson è uno dei pochi sopravvissuti al contagio rifugiandosi in un Helicarrier dello S.H.I.E.L.D..

### Spider-Ham
Nell'universo di Spider-Ham è presente una parodia del personaggio: Doc Clamson.

### Ultimate
Nell'universo Ultimate, Leonard Samson è lo psichiatra di Norman Osborn.

## Altri media

### Cinema

#### Marvel Cinematic Universe
- Leonard Samson, interpretato da Ty Burrell[40], compare ne L'incredibile Hulk (2008). In tale versione il personaggio è uno stimato psichiatra che ha una breve relazione con Betty Ross e inizia a simpatizzare per Hulk dopo che questi salva la donna da un violento attacco da parte delle truppe del cinico Generale Ross.

### Televisione
- Doc Samson è un personaggio ricorrente nella serie animata L'incredibile Hulk.
- Il personaggio compare sei episodi de Avengers - I più potenti eroi della Terra.
- Doc Samson compare in Super Hero Squad Show.
- In un episodio della serie Ultimate Spider-Man, Doc Samson fa una breve apparizione.
- Doc Samson compare in un episodio della serie Hulk e gli agenti S.M.A.S.H..

### Videogiochi
- Doc Samson è presente nel videogame The Incredible Hulk: Ultimate Destruction.

### Letteratura
Le origini ebraiche di Doc Samson sono trattate nel libro From Krakow To Krypton di Arie Kaplan.